# Pityophagus
Pityophagus är ett släkte av skalbaggar som beskrevs av William Edward Shuckard 1839. Pityophagus ingår i familjen glansbaggar.
Släktet innehåller bara arten Pityophagus ferrugineus.

## Bildgalleri

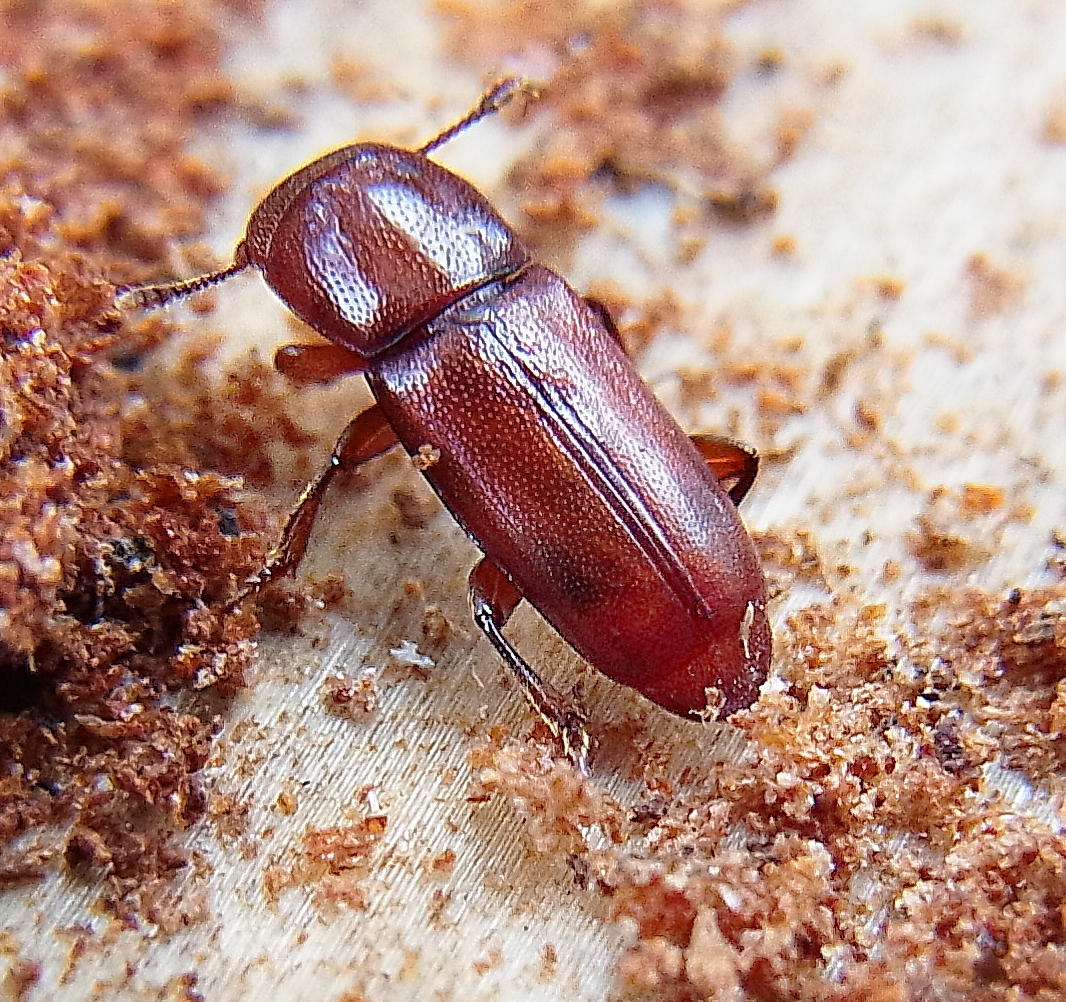
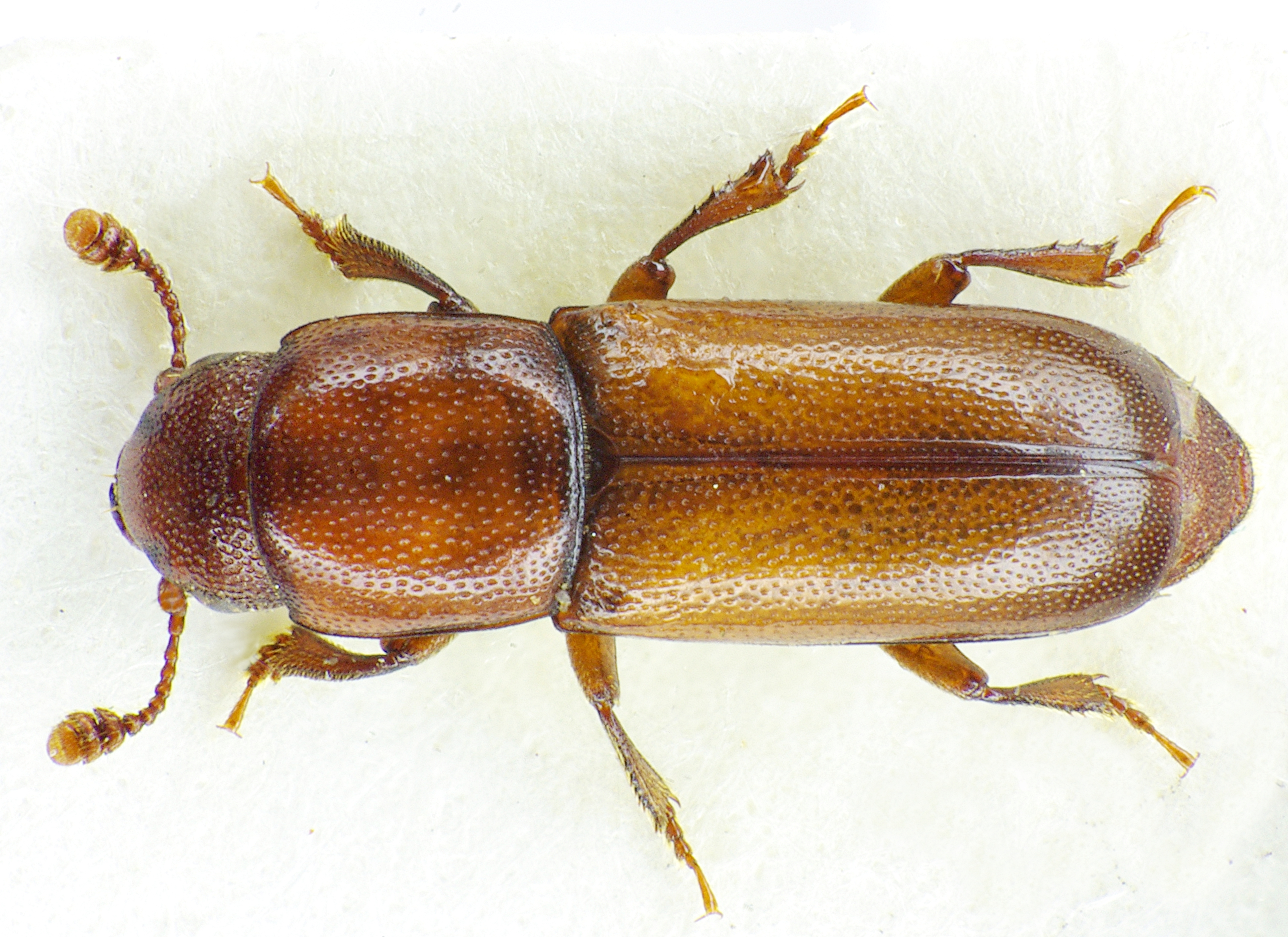
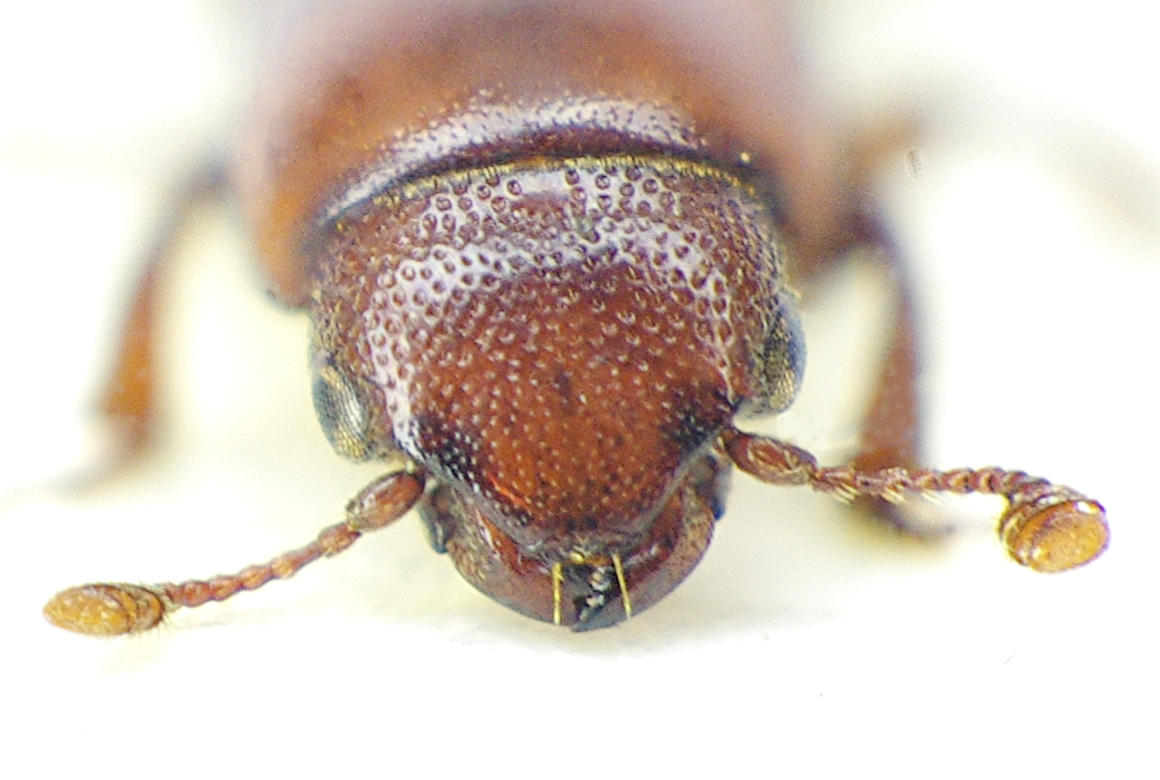
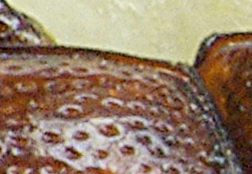
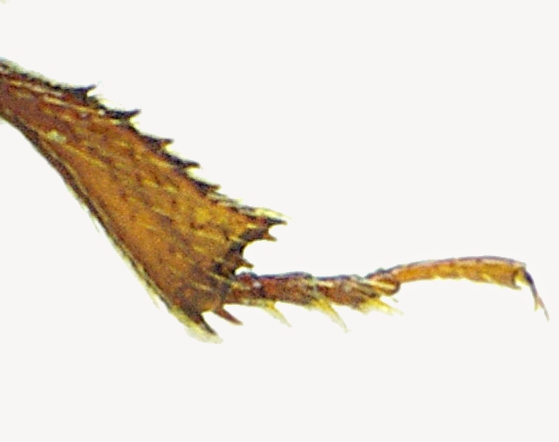
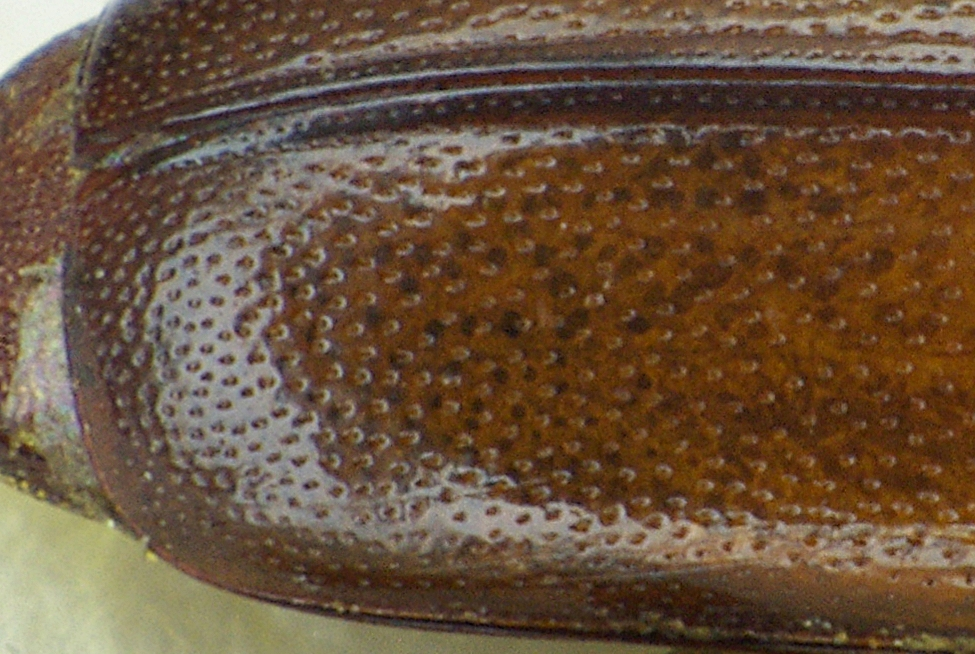